# Lepidophyma sylvaticum
Lepidophyma sylvaticum (мадрейська тропічна нічна ящірка) — вид сцинкоподібних ящірок родини нічних ящірок (Xantusiidae). Ендемік Мексики.

## Поширення і екологія
Мадрейські тропічні нічні ящірки мешкають в горах Східної Сьєрра-Мадре, де поширені від східного Нуево-Леона через західний Тамауліпас до сходу Сан-Луїс Потосі, а також від Ідальго до західного Веракруса і північної Пуебли. Вони живуть в первинних і вторинних хмарних лісах, вологих соснових лісах і сухих сосново-дубових лісах, трапляються під поваленими деревами, камінням і корою, на висоті від 1000 до 1800 м над рівнем моря. Живородні.